# Jens Kollat
Jens-Wilhelm Kollat (* 22. Juni 1967) ist ein ehemaliger deutscher Basketballspieler.

## Werdegang
Kollat spielte Basketball in der Jugend des SV Germering. In der Basketball-Bundesliga gehörte der 1,97 Meter große Flügelspieler zur Mannschaft von Steiner Bayreuth. 1994 wechselte er von Bayreuth nach Chemnitz. 1998/99 spielte er für Eintracht Frankfurt. Im Altherrenalter wurde er mit dem DBV Charlottenburg Deutscher Meister.